# Seznam vodních ploch v Praze 10
Seznam vodních ploch v Praze 10 zahrnuje vodní nádrže a rybníky, které se nalézají v obvodě Prahy 10 a mají rozlohu větší než 0,1 ha.

## Seznam
| Název                | Rozloha (ha) | Délka (m) | Šířka (m) | Hloubka (m) | Obvod (km) | Objem (m³) | Nadm. výška (m) | Rok dokončení | vodní tok        | Katastrální území         | Souřadnice                       |
| -------------------- | ------------ | --------- | --------- | ----------- | ---------- | ---------- | --------------- | ------------- | ---------------- | ------------------------- | -------------------------------- |
| Vodní nádrž Hostivař | 34,9000      | 1 805     | 317       | 12          | 5,229      | 1 310 000  | 247             | 1963          | Botič            | Hostivař, Petrovice, Háje | 50°02′21″ s. š., 14°32′28″ v. d. |
| Podleský rybník      | 13,6830      | 808       | 303       | —           | 1,956      | 355 000    | 268             | 16. století   | Říčanský potok   | Uhříněves                 | 50°02′49″ s. š., 14°35′48″ v. d. |
| Lítožnický rybník    | 11,1201      | 612       | 318       | —           | 1,766      | 170 000    | 237             | 2020          | Říčanský potok   | Dubeč                     | 50°04′11″ s. š., 14°36′30″ v. d. |
| Slatina              | 9,4184       | 504       | 340       | —           | 1,369      | 70 330     | 244             | 1985          | Hostavický potok | Dubeč                     | 50°04′10″ s. š., 14°34′25″ v. d. |
| V Rohožníku          | 4,6327       | 307       | 175       | —           | 0,861      | 51 284     | 248             | 1957          | Říčanský potok   | Dubeč                     | 50°03′32″ s. š., 14°35′22″ v. d. |

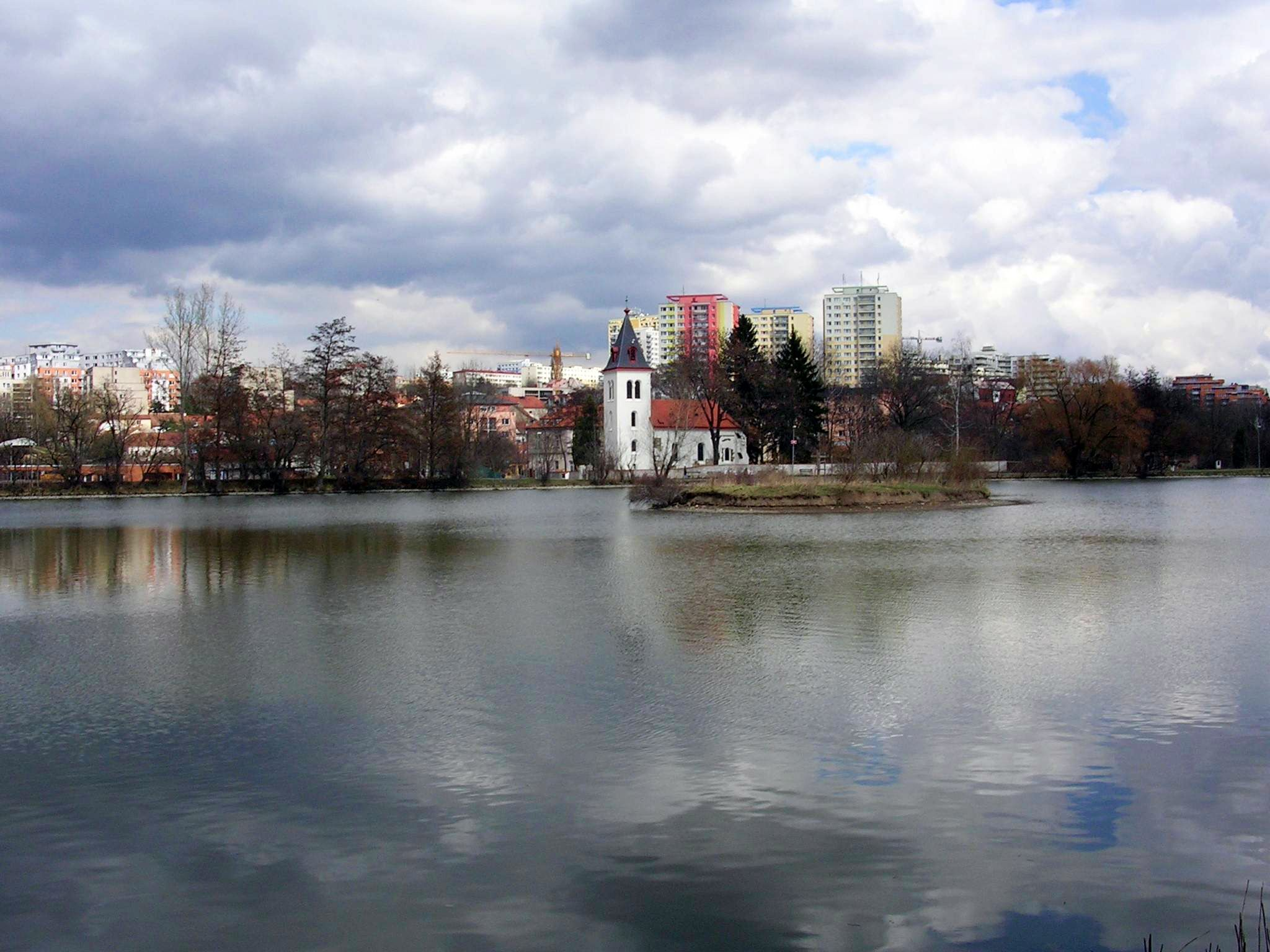
Hamerský rybník v Záběhlicích

- Markéta 4,44 ha (Hájek u Uhříněvsi, Královice)
- Jezírko Triangl 0,15 ha (Hostivař) – mokřad
- Retenční nádrž Hornoměcholupská 0,74 ha (Hostivař)
- Rokle (nádrž R3 Hájecký potok) 0,94 ha (Hostivař)
- V Oboře, též Čapar 2,28 ha (Koloděje)
- Lipanský rybník  0,505 ha (Lipany)
- Šáteček, též Šátek 2,7229 ha (Petrovice)
- Petrovický rybník (Euklidova) 0,27 ha (Petrovice)
- Nadýmač 0,674 ha (Uhříněves)
- Vodice 2,505 ha (Uhříněves)
- Hamerský rybník 3,8 ha (Záběhlice)
- Práčský rybník 0,1475 ha (Záběhlice)